# Főispán (1526–1950)
A főispán (latinul: Supremus comes; németül: Obergespan) a Magyar Királyságban a király által kinevezett méltóság volt, aki a királyt (a kiegyezés után a kormányt) képviselte a vármegyében, jelenleg az egykori kormánymegbízottak hivatalos megnevezése. A tisztség a helyi tanácsokról szóló törvénnyel (1950. évi I. törvény) szűnt meg, majd 2022-től a kormánymegbízottakat nevezzük főispánnak.

## Története

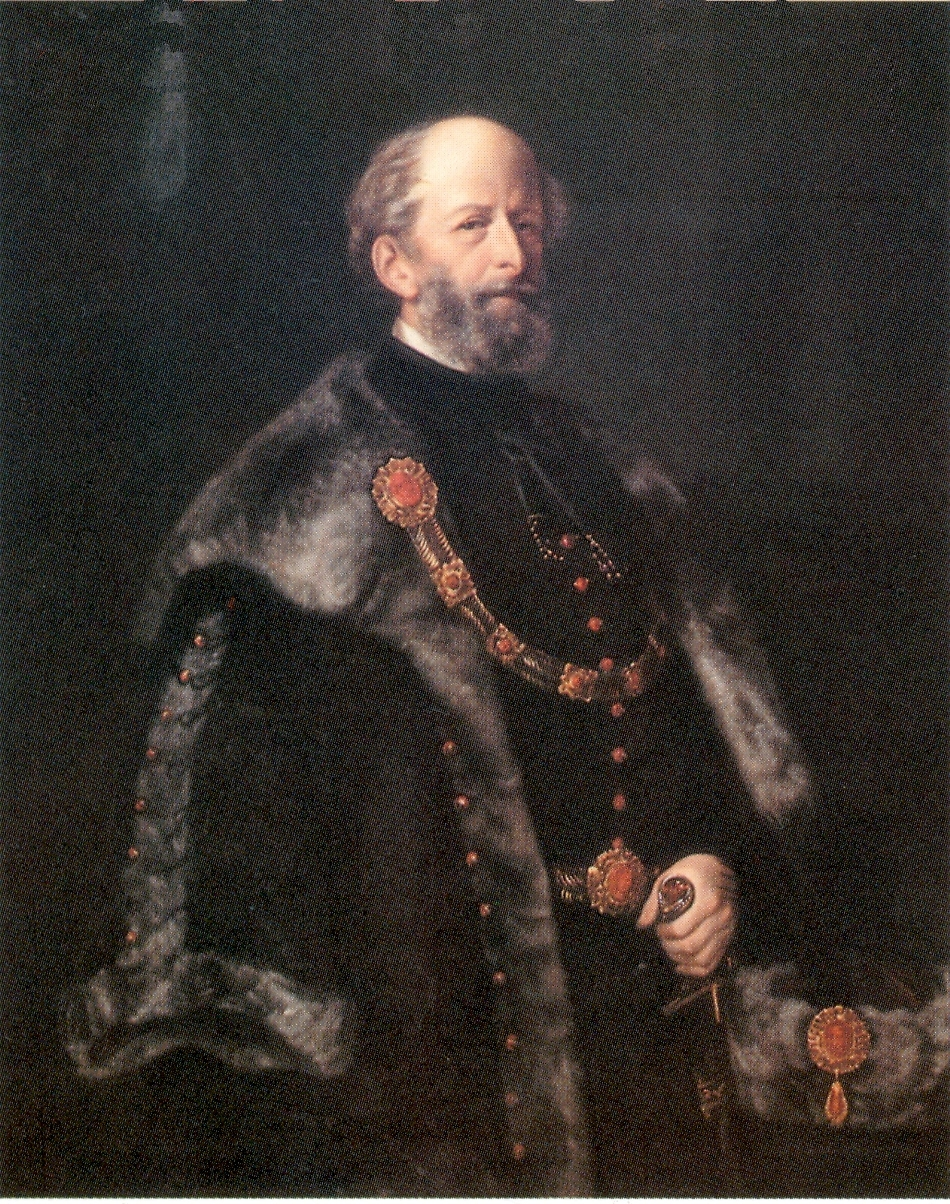
Erdődy János főispán

A 16. század elejétől az ispánt általánosan főispánnak (supremus comes) hívták és egyre inkább örökölhető pozícióvá vált.
Az újkori magyar közigazgatásban a főispán és az alispán tisztsége elvált egymástól. Míg az előbbit a király nevezte ki, és a királyt (illetve a kiegyezés után a kormányt) képviselte, addig az alispán a nemes vármegye közönsége által választott tisztségviselő volt, és 1870-től a törvényhatóság első tisztviselőjeként működött. A megyei főispánok mellett az 1870: XLII. törvénycikk, majd az 1886: XXII. törvénycikk a törvényhatósági jogú városok élére is főispánokat nevezett ki. Őket nevezték szabad királyi városi főispánnak. Ők voltak a kormány képviselői a városi közigazgatásban. Létezett még az örökös főispáni cím is, ez azonban csak egy titulus maradt, és többnyire valamely magas egyházi vagy politikai pozícióval járt együtt, illetve egyes családok bizonyos ágai kapták (nem automatikusan, hanem királyi kinevezéssel). 1948-ban Magyarország első női főispánját, a földmíves családból való elkötelezett szocialista hátterű Berki Mihálynét, nevezték ki; 1948 és 1950 között Zemplén, majd Tolna megye főispánjaként tevékenykedett a hivatal megszűnésig. Berki Mihályné után több női főispán is lett, többek között Juhász Imréné Gonda Zsuzsanna Szolnok főispánnő.

## Az örökös főispán
Az örökös főispán (latin: supremus et perpetuus comes) olyan főispán, aki a tisztségét azért töltötte be automatikusan, mert valamilyen főpapi vagy országos világi méltóságot kapott.
Elsőnek 1270-ben az esztergomi érsek lett Esztergom vármegye örökös főispánja.
Az örökös főispáni rang, illetve tisztség a köztörvényhatóságok rendezéséről szóló 1870. évi XLII. törvénycikk alapján megszűnt, puszta címmé vált, hivatalviselésre többé nem jogosított. Az örökös főispáni címet az 1947. évi IV. törvény megszüntette és használatát megtiltotta.

## A főispán a magyar irodalomban
Az örökös főispán a magyar irodalomban is megjelent, így például Jókai Mór A kőszívű ember fiai című regényében a Baradlay család viselte a vármegye örökletes főispáni címét, s Rideghváry Bence szerepelt főispáni adminisztrátorként.
Mikszáth Kálmán írta A Noszty fiú esete Tóth Marival című regényében:

„A főispán semmi egyéb, mint a miniszter bőrének az a része, amiből szíjat is lehet hasítani. Óvatos csak a belügyminiszter lehet, barátocskám s éppen abból áll az óvatossága, hogy főispánja van. Ha a főispán valami okosat csinál, az a belügyminiszter érdeme, ha a belügyminiszter valami ostobát csinál, az a főispán hibája. Legokosabb hát, ha a főispán semmit se csinál, ha békén csibukozik s hagyja történni a dolgokat. Magyarország kezd a jelentések országa lenni. A főispán minden rendkívüli dolgot jelent. Amelyik főispán legkevesebbet jelent, az a legjobb főispán, amely megyéből a legkevesebb ügydarab érkezik fel, az a legjobban kormányzott megye.”

## Az Alaptörvény módosítása 2022-ben
A 2022 júniusában az Országgyűlés elé terjesztett költségvetési törvénytervezet egyik pontja alapján a kormánymegbízottak tisztségének megnevezése a jövőben főispánra változik. Az előterjesztés indoklása hivatkozik a történelmi hagyományok tiszteletére és újjáélesztésére, valamint arra, hogy több európai országban is használnak régi elnevezéseket. A javaslatot az országgyűlés elfogadta, ennek eredményeként 2023-tól Magyarország közigazgatási egységeit ismét vármegyének nevezik, a kormánymegbízottak neve pedig 2022. július 28. óta főispán. Az archaizáló kifejezést széles körben kritizálják és általában véve humorosnak vagy feleslegesnek tekintik, nem csak ellenzékiek, de sokan a kormánypártiak közül is.

### Kapcsolódó listák
- Jász-Nagykun-Szolnok vármegye#A vármegye főispánjai
- Nyitra vármegye főispánjainak listája
- Alsó-Fehér vármegye főispánjainak listája
- Szolnok-Doboka vármegye főispánjainak listája
- Miskolc főispánjainak listája
- Zala vármegye főispánjainak listája
- Esztergomi érsekek listája (Esztergomi főispánok is)